# Władcy Monako

## Seniorzy Monako

### DynastiaGrimaldich
|                              | Osoba                            | Ojciec                       | Matka                        | Data urodzenia               | Data śmierci                 | Od                   | Do                           |
| 1.                           | Franciszek Malizia (Przebiegły)  | Wilhelm                      | Jakubina                     |                              | 1309                         | 8 stycznia 1297      | 10 kwietnia 1301 Usunięty    |
| 2.                           | Rainier I Koregent               | Lanfranco Grimaldi           | Aurelia del Carretto         | ok. 1267                     | 1314                         | 8 stycznia 1297      | 10 kwietnia 1301 Usunięty    |
| Panowanie Republiki Genui    | Panowanie Republiki Genui        | Panowanie Republiki Genui    | Panowanie Republiki Genui    | Panowanie Republiki Genui    | Panowanie Republiki Genui    | 10 kwietnia 1301     | 12 września 1331             |
| 3.                           | Karol I                          | Rainier I                    | Salvaticca del Carretto      |                              | przed 6 sierpnia 1357        | 12 września 1331     | sierpień 1357                |
| 4.                           | Rainier II Koregent              | Karol I                      | Lucchina Spinola             | 1350                         | 1407                         | 29 czerwca 1352      | 15 sierpnia 1357 Usunięty    |
| 5.                           | Gabriel Koregent                 | Karol I                      | Lucchina Spinola             |                              | 1358                         | 29 czerwca 1352      | 15 sierpnia 1357 Usunięty    |
| 6.                           | Antoni Koregent                  | Lanfranco Grimaldi           | Aurelia del Carretto         |                              | 1358                         | 29 czerwca 1352      | 15 sierpnia 1357 Usunięty    |
| Panowanie Republiki Genui    | Panowanie Republiki Genui        | Panowanie Republiki Genui    | Panowanie Republiki Genui    | Panowanie Republiki Genui    | Panowanie Republiki Genui    | 15 sierpnia 1357     | styczeń 1395                 |
| 7.                           | Jan z Beuil ? lub Jan I Grimaldi |                              |                              |                              |                              | styczeń 1395         | 19 grudnia 1395 Usunięty     |
| 8.                           | Ludwik                           | Karol I                      | Lucchina Spinola             |                              | 5 listopada 1405             | styczeń 1395         | 19 grudnia 1395 Usunięty     |
| Panowanie Republiki Genui    | Panowanie Republiki Genui        | Panowanie Republiki Genui    | Panowanie Republiki Genui    | Panowanie Republiki Genui    | Panowanie Republiki Genui    | 19 grudnia 1395      | 11 maja 1397                 |
| 8.                           | Ludwik Ponownie                  | Karol I                      | Lucchina Spinola             |                              | 5 listopada 1402             | 11 maja 1397         | 5 listopada 1402             |
| Panowanie Republiki Genui    | Panowanie Republiki Genui        | Panowanie Republiki Genui    | Panowanie Republiki Genui    | Panowanie Republiki Genui    | Panowanie Republiki Genui    | 5 listopada 1402     | 5 czerwca 1419               |
| 9.                           | Ambroży                          | Rainier II                   | Isabela Asinari              |                              | 1433                         | 5 czerwca 1419       | 1427 Abdykował               |
| 10.                          | Antoni                           | Rainier II                   | Isabela Asinari              |                              | 1427                         | 5 czerwca 1419       | 1427 Abdykował               |
| 11.                          | Jan I                            | Rainier II                   | Isabela Asinari              | 1382                         | 8 maja 1454                  | 5 czerwca 1419       | 3 października 1436 Usunięty |
| Panowanie Księstwa Mediolanu | Panowanie Księstwa Mediolanu     | Panowanie Księstwa Mediolanu | Panowanie Księstwa Mediolanu | Panowanie Księstwa Mediolanu | Panowanie Księstwa Mediolanu | 3 października 1436  | listopad 1436                |
| 11.                          | Jan I Ponownie                   | Rainier II                   | Isabela Asinari              | 1382                         | 8 maja 1454                  | listopad 1436        | 8 maja 1454                  |
| 12.                          | Katalan                          | Jan I                        | Pomelline Fregoso            | 1415                         | lipiec 1457                  | 8 maja 1454          | lipiec 1457                  |
| 13.                          | Klaudyna                         | Katalan                      | Blanka del Carretto          | 1451                         | 19 listopada 1515            | lipiec 1457          | 16 marca 1458 Usunięta       |
| -                            | Pomelline Fregoso Regentka       | Pietro Fregoso               | Teodora Spinola              | 1387/88                      | 1468                         | lipiec 1457          | 16 marca 1458 Usunięta       |
| 14.                          | Lambert                          | Mikołaj Grimaldi             | Cesarina Doria d’Oneglia     | 1420                         | 15 marca 1494                | 16 marca 1458        | 15 marca 1494                |
| 15.                          | Jan II                           | Lambert                      | Klaudyna                     | 1468                         | 11 października 1505         | 15 marca 1494        | 11 października 1505         |
| 16.                          | Lucjan                           | Lambert                      | Klaudyna                     | 1481                         | 22 sierpnia 1523             | 11 października 1505 | 22 sierpnia 1523             |
| 17.                          | Honoriusz I                      | Lucjan                       | Joanna de Pontevès           | 16 grudnia 1522              | 7 października 1581          | 22 sierpnia 1523     | 7 października 1581          |
| -                            | Augustyn Grimaldi Regent         | Lambert                      | Klaudyna                     | 1482                         | 12 kwietnia 1532             | 22 sierpnia 1523     | 14 kwietnia 1532             |
| -                            | Mikołaj Grimaldi Regent          |                              |                              |                              |                              | 14 kwietnia 1532     | 23 kwietnia 1532             |
| -                            | Stefan Grimaldi Regent           |                              |                              |                              |                              | 23 kwietnia 1532     | 16 grudnia 1540              |
| 18.                          | Karol II                         | Honoriusz I                  | Izabela Grimaldi             | 26 stycznia 1555             | 17 maja 1589                 | 7 października 1581  | 17 maja 1589                 |
| 19.                          | Herkules I                       | Honoriusz I                  | Izabela Grimaldi             | 24 września 1562             | 29 listopada 1604            | 17 maja 1589         | 21 listopada 1604            |

## Książęta Monako
Honoriusz II przyjął tytuł księcia Monako w 1612 roku. Monako zostało uznane za suwerenne księstwo przez króla Hiszpanii Filipa IV w 1633 i przez króla Francji Ludwika XIII na mocy traktu w Péronne, w 1641.

### DynastiaGrimaldich
| | Osoba | Ojciec | Matka | Data urodzenia | Data śmierci | Od                  | Do                  |
| 1. | Honoriusz II | Herkules I | Maria Landi de Valdetare | 24 grudnia 1597 Monako | 10 stycznia 1662 Monako | 21 listopada 1604   | 10 stycznia 1662    |
| 2. | Ludwik I | Ercole Grimaldi | Maria Spinola | 25 lipca 1642 Monako | 3 stycznia 1701 Rzym, Państwo Kościelne | 10 stycznia 1662    | 2 stycznia 1701     |
| 3. | Antoni I | Ludwik I | Katarzyna Grimaldi | 25 stycznia 1661 Paryż, Królestwo Francji | 20 lutego 1731 Monako | 3 stycznia 1701     | 20 lutego 1731      |
| 4. | Ludwika Hipolita | Antoni I | Maria Grimaldi | 10 października 1697 Monako | 29 grudnia 1731 Monako | 26 lutego 1731      | 29 grudnia 1731     |
| 5. | Jakub I Abdykował | Jakub de Goyon de Matignon | Charlotte de Goyon de Matignon | 21 listopada 1689 Torigni-sur-Vire, Królestwo Francji | 23 kwietnia 1751 Paryż, Królestwo Francji | 29 grudnia 1731     | 7 listopada 1733    |
| - | Antoni, kawaler Grimaldi Regent | Antoni I | | 2 października 1697 Paryż, Królestwo Francji | 28 listopada 1784 Monako | 20 marca 1732       | 28 listopada 1784   |
| 6. | Honoriusz III Usunięty | Jakub I | Ludwika Hipolita | 10 listopada 1720 Paryż, Królestwo Francji | 21 marca 1795 Paryż, I Republika Francuska | 7 listopada 1733    | 19 stycznia 1793    |
| Konwent (Przewodniczący: Joseph Barriera) | Konwent (Przewodniczący: Joseph Barriera) | Konwent (Przewodniczący: Joseph Barriera) | Konwent (Przewodniczący: Joseph Barriera) | Konwent (Przewodniczący: Joseph Barriera) | Konwent (Przewodniczący: Joseph Barriera) | 19 stycznia 1793    | 24 lutego 1793      |
| Monako włączone do Francji Komendant wojskowy - Armand Louis de Gontaut (24 lutego 1793 - 1 marca 1793) Komisarz - Henri Grégoire Komisarz - Grégoire Marie Jagot | Monako włączone do Francji Komendant wojskowy - Armand Louis de Gontaut (24 lutego 1793 - 1 marca 1793) Komisarz - Henri Grégoire Komisarz - Grégoire Marie Jagot | Monako włączone do Francji Komendant wojskowy - Armand Louis de Gontaut (24 lutego 1793 - 1 marca 1793) Komisarz - Henri Grégoire Komisarz - Grégoire Marie Jagot | Monako włączone do Francji Komendant wojskowy - Armand Louis de Gontaut (24 lutego 1793 - 1 marca 1793) Komisarz - Henri Grégoire Komisarz - Grégoire Marie Jagot | Monako włączone do Francji Komendant wojskowy - Armand Louis de Gontaut (24 lutego 1793 - 1 marca 1793) Komisarz - Henri Grégoire Komisarz - Grégoire Marie Jagot | Monako włączone do Francji Komendant wojskowy - Armand Louis de Gontaut (24 lutego 1793 - 1 marca 1793) Komisarz - Henri Grégoire Komisarz - Grégoire Marie Jagot | 24 lutego 1793      | 17 maja 1814        |
| Okupacja wojsk koalicji antynapoleońskiej | Okupacja wojsk koalicji antynapoleońskiej | Okupacja wojsk koalicji antynapoleońskiej | Okupacja wojsk koalicji antynapoleońskiej | Okupacja wojsk koalicji antynapoleońskiej | Okupacja wojsk koalicji antynapoleońskiej | 17 maja 1814        | 17 czerwca 1814     |
| 7. | Honoriusz IV | Honoriusz III | Maria de Brignole | 17 maja 1758 | 16 lutego 1819 Paryż, Restauracja Burbonów | 30 maja 1814        | 16 lutego 1819      |
| - | Józef Grimaldi Regent | Honoriusz III | Maria de Brignole | 10 września 1763 Paryż, Królestwo Francji | 28 czerwca 1816 | 17 czerwca 1814     | 23 czerwca 1814     |
| 8. | Honoriusz V | Honoriusz IV | Ludwika d’Aumont Mazarin | 14 maja 1778 Paryż, Królestwo Francji | 2 października 1841 Paryż, Monarchia lipcowa | 16 lutego 1819      | 2 października 1841 |
| 9. | Florestan I | Honoriusz IV | Ludwika d’Aumont Mazarin | 10 października 1785 Paryż, Królestwo Francji | 20 czerwca 1856 Paryż, II Cesarstwo Francuskie | 2 października 1841 | 20 czerwca 1856     |
| 10. | Karol III | Florestan I | Maria Grimaldi | 8 grudnia 1818 Paryż, Restauracja Burbonów | 10 września 1889 Marchais, III Republika Francuska | 20 czerwca 1856     | 10 września 1889    |
| 11. | Albert I | Karol III | Antoinette Grimaldi (de Merode) | 13 listopada 1848 Paryż, II Republika Francuska | 26 czerwca 1922 Paryż, III Republika Francuska | 10 września 1889    | 26 czerwca 1922     |
| 12. | Ludwik II | Albert I | Maria Hamilton | 12 lipca 1870 Baden-Baden, Wielkie Księstwo Badeni | 9 maja 1949 Monako | 27 czerwca 1922     | 9 maja 1949         |
| 13. | Rainier III | Pierre de Polignac | Charlotte Grimaldi | 31 maja 1923 Monako | 6 kwietnia 2005 Monako | 9 maja 1949         | 6 kwietnia 2005     |
| 14. | Albert II | Rainier III | Grace Grimaldi | 14 marca 1958 Monako | - | 6 kwietnia 2005     | -                   |

## Dom Grimaldi
W Monako, pomimo że rodzina Grimaldi wygasła kilkakrotnie w linii męskiej (np. na Antonim I w 1731, Ludwiku II w 1949) kolejni dziedziczący (w linii żeńskiej, poprzez matki) utrzymali nazwisko Grimaldi. Obecny książę Albert II po mieczu pochodzi z rodu de Polignac, choć nosi nazwisko Grimaldi. Wynika to ze statutu rodziny Grimaldi.